# Apalocnemis oreas
Apalocnemis oreas är en tvåvingeart som beskrevs av Axel Leonard Melander 1946. Apalocnemis oreas ingår i släktet Apalocnemis och familjen Brachystomatidae.
Artens utbredningsområde är Kalifornien. Inga underarter finns listade i Catalogue of Life.